# Екатерина (Кировская область)
Екатерина — село в Котельничском районе Кировской области в составе Карпушинского сельского поселения.

## География
Располагается на расстоянии примерно 14 км по прямой на северо-запад от райцентра города Котельнич.

## История
Известно с 1710 года как погост Екатерининской с 4 дворами, в 1763 году 35 жителей. В 1873 году здесь (село Екатерининское) учтено дворов 12 и жителей 46, в 1905 13 и 55, в 1926 (уже село Екатерина) 27 и 63, в 1950 35 и 97, в 1989 проживало 354 человека. Каменная Троицкая церковь построена в 1775 году. В конце XVIII века называлось также Подгородним.

## Население
Постоянное население  составляло 308 человек (русские 94%) в 2002 году, 173 в 2010.